# Código 2 entre 5
El código 2 entre 5, a veces confundido con el biquinario, es un código utilizado para la detección de errores en transmisiones digitales.
Existen varios métodos para la codificación mediante el sistema 2 entre 5. A continuación se explica uno de ellos:
Se trata de un código ponderado donde los pesos para los 4 primeros bits son 1,2,3,6. El bit más significativo se utiliza para completar la paridad par. Tiene dos características a tener en cuenta:
- No existe codificación para el 0; hay que “inventarse” una.
- Sólo puede haber dos bits a 1 entre los cinco bits (de ahí su nombre).
Si partimos de los pesos directos vemos que podemos codificar los números 1, 2, 3 y 6 utilizando un solo bit. En estos números se activa el bit de paridad a 1 para cumplir la paridad par, quedando los números de esta manera:
| Decimal | 2 entre 5               |
| 1 2 3 6 | 11000 10100 10010 10001 |

El resto de números (4, 5, 7, 8 y 9) los formaremos por combinación de dos bits (suma de pesos):
| Decimal   | suma                | 2 entre 5                     |
| 4 5 7 8 9 | 3+1 3+2 6+1 6+2 3+6 | 01010 00110 01001 00101 00011 |

Como ya hemos utilizado los dos bits posibles, no hace falta el bit de paridad, por lo que permanece a 0
El 3 también podíamos haberlo obtenido mediante 2+1. Esta duplicidad es la que se selecciona para representar el 0, ya que el 3 tiene su propio bit de peso igual a 3.

| Decimal | 2 entre 5 |
| 0       | 01100     |

También puede ser un código no ponderado, en el que los valores son:
| 0 = 00011 |
| 1 = 00101 |
| 2 = 00110 |
| 3 = 01001 |
| 4 = 01010 |
| 5 = 01100 |
| 6 = 10001 |
| 7 = 10010 |
| 8 = 10100 |
| 9 = 11000 |

- Datos: Q5796642